# شركة كوريا للطاقة الكهربائية
شركة كوريا للطاقة الكهربائية ، المعروفة باسم كيبكو ( (الكورية: 켑코) ) أو هانجون ( (الكورية: 한전) )، هي أكبر شركة مرافق كهربائية في كوريا الجنوبية ،  وهي مسؤولة عن توليد ونقل وتوزيع الكهرباء وتطوير مشاريع الطاقة الكهربائية بما في ذلك مشاريع الطاقة النووية وطاقة الرياح والفحم . وتتولى شركة كيبكو، من خلال شركاتها التابعة، مسؤولية 96% من توليد الكهرباء في كوريا الجنوبية اعتبارًا من عام 2023.  وتمتلك الحكومة الكورية الجنوبية (بشكل مباشر وغير مباشر) حصة 51.10% في كيبكو. وتبلغ الطاقة الإنتاجية لشركة كيبكو، إلى جانب شركاتها التابعة والفرعية، 83,235 ميجاوات في تصنيف فورتشن جلوبال 500 لعام 2023 لأكبر شركات العالم، احتلت شركة كيبكو المرتبة 258.  كيبكو عضو في مجلس الطاقة العالمي ، والرابطة النووية العالمية ، والرابطة العالمية لمشغلي الطاقة النووية . اعتبارًا من سبتمبر 2024، حصلت كيبكو على تصنيف ائتماني AA من ستاندرد آند بورز للتصنيفات الائتمانية،  بينما منحت موديز كيبكو تصنيفًا مستقرًا Aa2. 
كان مقر شركة كيبكو يقع في الأصل في منطقة سامسونج دونج في سيول ، ثم تم نقله إلى مدينة ناجو في مقاطعة جولا الجنوبية في أغسطس 2014 كجزء من برنامج اللامركزية الحكومي.  كانت هذه الخطوة، التي كانت قيد التنفيذ لسنوات، مثيرة للجدل.  دونج تشول كيم هو الرئيس والمدير التنفيذي لشركة كيبكو .

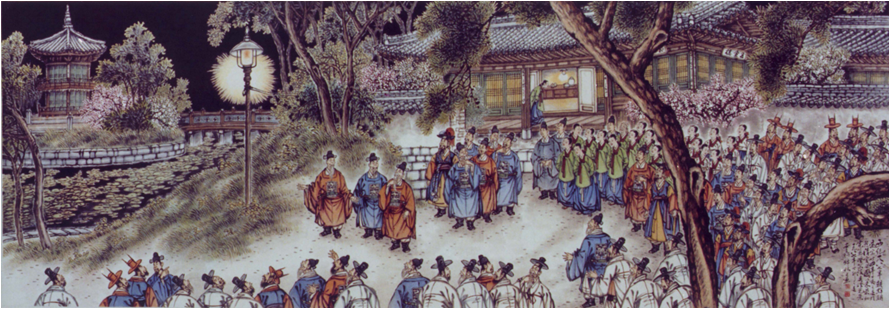
أول ضوء كهربائي في كوريا تم تشغيله في جيونجبوكجونج عام 1887

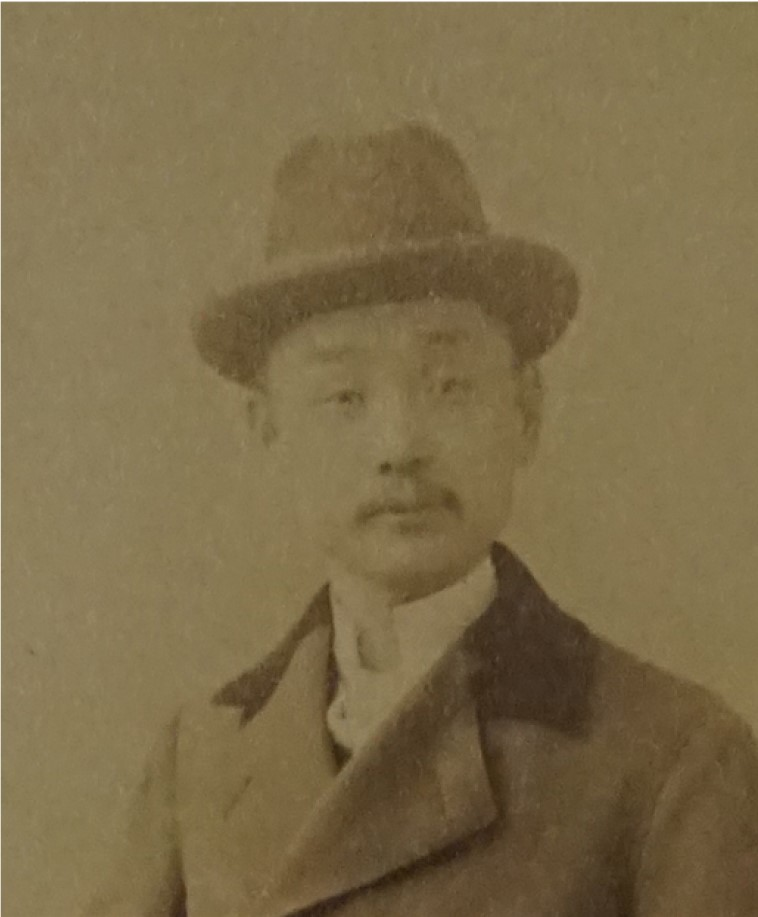
لي تشاي يون، رئيس شركة هانسيونج للكهرباء حوالي عام 1898

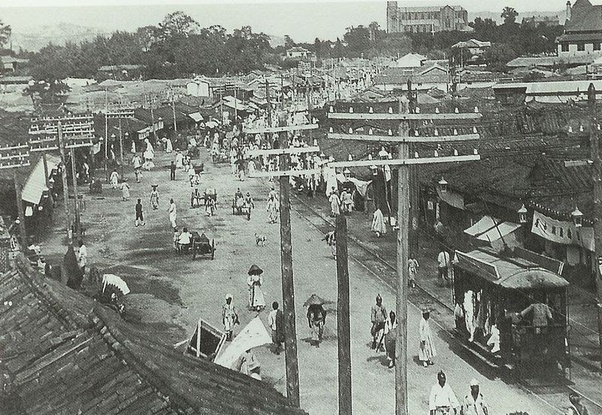
صورة لمدينة سيول أثناء استخدام البنية التحتية الكهربائية حوالي عام 1900

شعار شركة كوريا للكهرباء ثم شركة كيبكو بين عامي 1961 و1986

## الشركات التابعة
تتألف شركة كيبكو من ست شركات لتوليد الطاقة وأربع شركات تابعة لها في مجالات ذات صلة. كما تمتلك حصصًا في أربع شركات تابعة. 

### شركات توليد الطاقة
- شركة كوريا للطاقة الكهرومائية والنووية (KHNP): تشغل 25 محطات الطاقة النووية و 37 محطات الطاقة الكهرومائية في كوريا والتي تمثل 30,054 ميجاوات في إجمالي القدرة اعتبارًا من ديسمبر 2023.
- شركة كوريا الجنوبية الشرقية للطاقة (KOEN): مع 9,363 تبلغ الطاقة الإجمالية للشركة 100 ميجاوات (اعتبارًا من ديسمبر 2023)، وتدير شركة KOSEP قسم موقع الطاقة الحرارية سامتشيونبو ومحطة الطاقة الحرارية يونجهونج.
- شركة كوريا ميدلاند باور (KOMIPO): تدير قسم موقع محطة بوريونج للطاقة الحرارية الكهربائية ومحطة يونج هيونج للطاقة الحرارية، وتمتلك 10,775 ميجاوات من إجمالي القدرة المركبة اعتبارًا من ديسمبر 2023.
- كوريا ويسترن باور : تدير محطة تايان للطاقة الحرارية وتدير إجمالي القدرة المركبة البالغة 11,872 ميجاوات عبر 10 وحدات تعمل بالفحم و 22 وحدات الدورة المركبة للغاز الطبيعي المسال اعتبارًا من ديسمبر 2023.
- شركة كوريا الجنوبية للطاقة (KOSPO): تدير قسم موقع هادونج للطاقة الحرارية وتدير 11,495 ميجاوات من إجمالي القدرة المركبة اعتبارًا من ديسمبر 2023.
- شركة كوريا الشرقية والغربية للطاقة : تدير محطتي الطاقة التي تعملان بالفحم في دانجين وهونام، وتدير ما مجموعه 9,579 محطة. ميجاوات في القدرة المركبة اعتبارًا من ديسمبر 2023.

### الشركات التابعة الأخرى
- كيبكو للهندسة والإنشاءات : كيبكو للهندسة والإنشاءات (كيبكو للهندسة والإنشاءات) هي شركة هندسية شاملة تُطوّر وتُصمّم محطات الطاقة النووية والحرارية. تمتلك كيبكو حصة 51.00% في كيبكو للهندسة والإنشاءات.
- شركة كيبكو للوقود النووي (KNF): تتخصص شركة كيبكو للوقود النووي في تصميم وتصنيع الوقود النووي، بالإضافة إلى خدمات هندسة الوقود. KNF هي المُنتج الوحيد عالميًا للوقود النووي لمفاعلات الماء الخفيف ( LWR ) والماء الثقيل ( HWR ). تبلغ حصة كيبكو في KNF 96.36%.
- شركة كوريا لخدمات المحطات والهندسة : مملوكة بنسبة 51.00% لشركة كيبكو. تقدم خدمات الصيانة لمنشآت توليد الطاقة ونقلها وتحويلها ومنشآت الصناعة في كوريا.
- شبكة بيانات الطاقة الكهربائية الكورية: مملوكة بالكامل بنسبة 100% لشركة كيبكو، توفر شبكة بيانات الطاقة الكهربائية الكورية خدمات تكنولوجيا المعلومات التي تغطي النطاق الكامل للطاقة الكهربائية من التوليد والنقل إلى التوزيع والمبيعات.

### الشركات التابعة
- شركة كوريا للتنمية الصناعية للطاقة الكهربائية
- شركة كوريا للغاز
- شركة التدفئة المركزية الكورية
- شركة إل جي يو بلس

### مكتب خارجي
- مكتب أبوظبي الفرعي - طريق المرور (الشارع الرابع)، المعمورة، ص.ب. 112010، أبوظبي، الإمارات العربية المتحدة
- مكتب كيبكو الصيني - 2702، البرج A، مركز تيانيوانجانج رقم C2، دونجسانهوانبيلو، منطقة تشاويانغ، بكين، 100027، الصين
- مكتب شركة كيبكو في نيويورك - 400 شارع كيلبي، الطابق السابع من باركر بلازا، فورت لي، نيوجيرسي 07024، الولايات المتحدة الأمريكية
- مكتب كيبكو طوكيو - الطابق الثالث. مبنى تورانومون دينكي، 2-8-1 ميناكوكو، طوكيو، اليابان
- مكتب كيبكو هانوي - 1112، برج شارم فيت، 117 تران دوي هونغ، كاو جياي، هانوي، فيتنام
- مكتب شركة كيبكو جوهانسبرغ - الطابق الثامن عشر، برج ساندتون سيتي، زاوية طريق ريفونيا والشارع الخامس، ساندتون، صندوق بريد 786703، ساندتون سيتي 2146، جنوب أفريقيا
- مكتب كيبكو لندن - 36 أولد جويرى، لندن EC2R 8DD، المملكة المتحدة
- مكتب كيبكو إيران - الطابق السادس، برج أرماغان، رقم 13، شارع أرماغان الشرقي، شارع أفريقيا، طهران، إيران
- مكتب كيبكو في جمهورية الدومينيكان - مبنى ESD، رقم 63، شارع ماريو جارسيا ألفارادو، Ens. كيسكيا، سانتو دومينغو، جمهورية الدومينيكان

## أنظر أيضاً
- ًجانج يونج سيك ، رئيس شركة كيبكو من مايو 1998 إلى أبريل 1999
- الطاقة في كوريا الجنوبية
- الطاقة النووية في كوريا الجنوبية
- الشبكات الذكية في كوريا الجنوبية
- مشروع تجريبي لشبكة الكهرباء الذكية في جيجو في كوريا
- اقتصاد كوريا الجنوبية
- بيئة كوريا الجنوبية
- قوائم المرافق العامة

## روابط خارجية
- الموقع الرسمي

قالب:Ministry of Trade, Industry and Energyقالب:KOSPI 200